# Heilig Kruiskerk (Watermaal-Bosvoorde)
De Heilig Kruiskerk (Frans: Église Sainte-Croix de la Futaie) is een kerkgebouw in de Belgische gemeente Watermaal-Bosvoorde in het Brussels Hoofdstedelijk Gewest. De kerk staat aan de Onze-Lieve-Heersbeestjeslaan 21-23.
De kerk is gewijd aan het Heilig Kruis.

## Geschiedenis
Na de Tweede Wereldoorlog werd de kerk gebouwd.
In 2005 werd de pastoor van de kerk vermoord.

## Gebouw
Het niet-georiënteerde kerkgebouw bestaat uit een kerktoren, schip en koor. De kerktoren is in het front naast de lengteas gebouwd en wordt gedekt door een tentdak. Ter hoogte van de viering/koor steken steekdaken zijwaarts in het dak.